# Iglesia de Santiago Apóstol (Montealegre del Castillo)
La iglesia parroquial de Santiago Apóstol de Montealegre del Castillo (Albacete, España) fue construida en el siglo XV aproximadamente, en estilo levantino, de una única nave y capillas laterales. 
Poseía un rico retablo y valiosos cuadros destruidos en 1936 con motivo de la Guerra Civil, cuando el templo fue expoliado y destruido. 
La restauración ha sido lenta y parcial, siendo la primera en las décadas de 1970 y 1980 cuando se colocaron vidrieras, se dotó de pavimento y mesa de mármol, así como de un enorme tríptico pintado para el Altar Mayor, cuyas autoras son la madre Pilar Álvarez de Sotomayor y María Teresa Peña. 
En dicho tríptico se contemplan tres escenas de la vida del Apóstol Santiago, al que está dedicado el templo: su elección por Jesús en la barca, la aparición de la Virgen María en Zaragoza y su martirio en Jerusalén.